# Ludolph van Ceulen
Ludolph van Ceulen (Hildesheim, 1540. január 28. – Leiden, 1610. december 31.) német származású holland erődítményépítő, vívómester és matematikus. A Ceulen nevet csak azért használta, mert kölni származású volt.

## Munkásságáról
Főleg a kör kerülete és átmérője közt fennálló viszonynak ({\displaystyle \pi }-nek) kiszámításával foglalkozott.

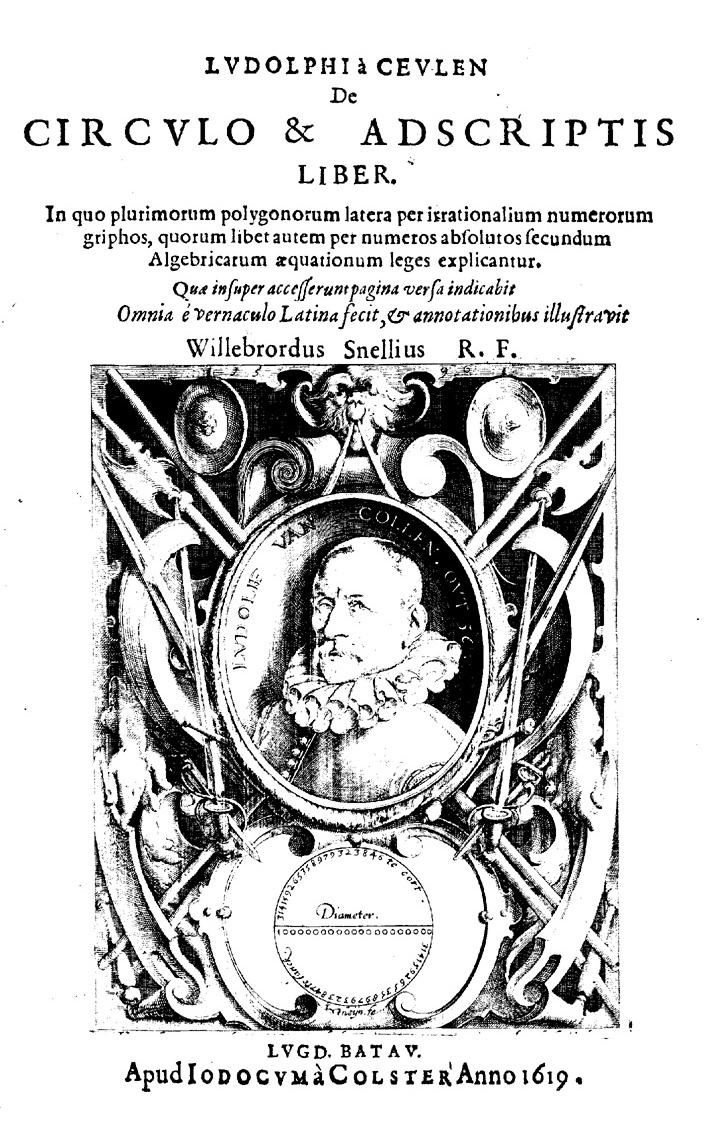
De circulo & adscriptis liber (1619)

Először Van den Circkel (1596, Delft) című művében 60 x 233 oldalú befoglaló/körülíró poligont használt számításához (515 396 075 520 oldal). Szintén ezt használta, amit modern számításokban alapvetően 1 – cos A = 2sin2 A/2 jelölnek. Ezzel a módszerrel húsz tizedesig határozta meg {\displaystyle \pi } értékét.
Másodszorra Van Ceulen 262 oldalú poligont (4 611 686 018 427 387 904 oldal) használt számításához, hogy elérje a 35 számjegy pontosságot. Élete legnagyobb részét ezzel a számítással töltötte.
Snell 1621-ben megjelentetett művében több helyes {\displaystyle \pi }-értéket kapott egy ügyes variációval a számításban, és csak egy 230 oldalú poligont használt, hogy megkapja a szükséges helyességet, amely felért Van Ceulen 262 oldalt használó poligonjának a számításával.
Ezután nem sokkal az Arkhimedesz-metódus variációját többé már nem használták. Ettől kezdve a számítások végtelen sor kiterjesztését kezdték el használni.
Azóta nevezik a {\displaystyle \pi }-t Ludolph-féle (magyarosan Ludolf-féle) számnak. (A jelölésére használt görög betű után nevezik még pí-nek is.)
Síremlékén látható a nevét híressé tevő szám első néhány számjegye (Hollandia, Delft): 

3,1415926535897932384626433832795029.